# 月球軌道計畫

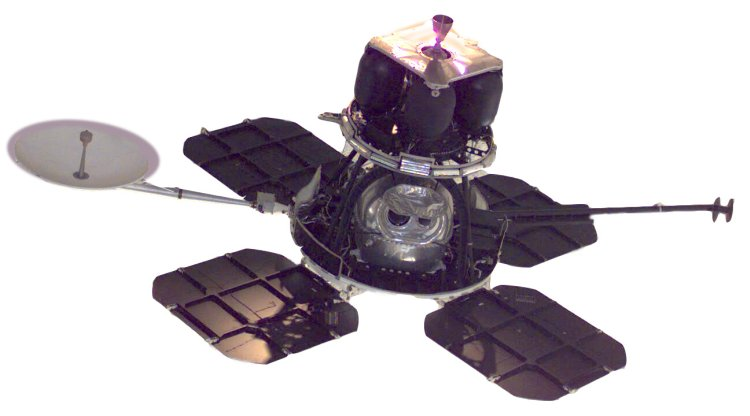
月球軌道器太空船（美國國家航空暨太空總署）。

月球軌道計畫是美國在1966至1967年間，為了提供阿波羅登月所需要的地圖，進行的一系列五艘無人月球軌道任務。這五次任務都獲得成功，並且繪製了99%的表面，解析度達到60米或更高的月面地圖。前面的三次任務，以地基觀測為基礎，和低傾斜軌道飛越，選擇了20處有潛力的登陸地點。第四次及第五次任務為了更廣泛的科學任務，以高度飛越極區。月球軌道器4號拍攝了整個月球正面與95%的背面；月球軌道器5號拍攝了整個的月球背面，並獲得36處預先選定的中等（20米）和高解析（2米）的影像。所有的月球軌道器太空船都是以擎天神-愛琴娜D發射的。
月球軌道器有一個精巧的影像系統，包含一個雙鏡頭攝影機、底片處理單位、讀出掃描器、和一個底片處理機。兩個鏡頭的焦距一個是660毫米，窄視野高解析（HR）鏡頭，和焦距80毫米，廣角中解析度（MR）鏡頭，安裝在70毫米底片的框架上。兩部攝影機的軸線是一致的，因此中解析影像的中心區域就是高解晰影像的區域是一致的。底片在曝光時的移動，以光電感測器來估計，正好足以補償太空船的速度。底片隨即進行處理與掃描，將影像傳送回地球。
在月球軌道計畫任務期間，第一次拍攝了完整的地球影像，月球軌道器1號拍攝了地球在月球表面升起的地昇景象，月球軌道器5號拍攝了整體的地球圖片。

## 太空船和子系統

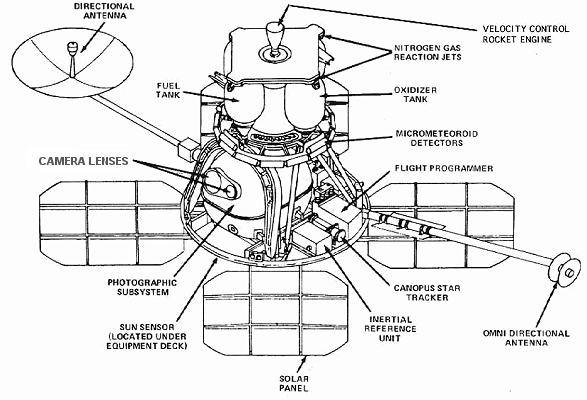
月球軌道器草圖 (NASA)

月球軌道器的主體像是一個截短的錐體，高1.65米，底部直徑1.5米。太空船是由由桁架和拱條支撐的三個面板，在底部的裝備甲板上安裝有電池、轉換器、程式設計員、慣性參考單位（IRU）、老人星追蹤器、指令解碼器、多重編碼器、行波管放大器（TWTA）和攝影系統。四個太陽能板被安裝延伸到甲板之外，使總跨度達到3.72米。同樣也從太空船的基礎上向外延展的還有在1.32米臂長上的高增益天線，和2.08米臂長上的低增益天線。在裝備甲板上，安置在中層的是速度控制引擎、推進劑、氧化劑和加壓艙、太陽感測器和微隕石探測器。第三層甲板包含一個熱防護盾，保護太空船免於受到速度控制引擎的烘烤。引擎的噴嘴通過防護盾的中心伸出。安裝在頂層甲板的是四個姿態控制推進器。
四個太陽能電池板每個有10,856個太陽能電池，提供375瓦的能量直接供給太空船，也為12AH的鎳鎘電池充電。電池是在被掩蔽的短時間內，沒有太陽能可利用時為太空船提供電力。速度控制引擎是馬夸特的推力為100磅（445牛頓）的可自燃火箭引擎，由平衡環支撐著提供主要的推進力。三軸穩定和姿態控制是的四個噴射氮氣，推力為1磅（4牛頓）的推進器。導航所需要的資訊由五個碳陽感測器、老人星感測器和內部配置的陀螺儀共同分攤和提供。通訊是透過10瓦的發射機以定向的直徑一米的高增益天線傳送圖像，0.5瓦的發射器以無定向的低增益天線傳送其他的訊息。兩個天線都使用S-頻道的2295MHz。熱控制是由多層的鍍鋁邁拉和達克倫（兩者都是聚酯類高分子物）隔熱毯包覆在主要的主體、專用塗料、絕緣體和小加熱器來維護。

## 月球軌道計畫的結果
月球軌道計畫包含五艘月球軌道器，送回了99%月球表面解析度達到1米的照片（包括月球的正面和背面）。雖然月球軌道器送回了2180張高解析和882張中解析的照片，但微流星體的實驗錄得 22次的撞擊， 顯示近月亮的平均微流星體流量比行星際空間大了一個數量級，而仍稍微低於地球附近的環境。輻射實驗確認了阿波羅的硬體設計足以保護太空人，免於受到平均或高於平均的太陽粒子事件下短期暴露的傷害。在1967年8月至10月，對三個月球軌道器（2號、3號和5號）成功的即時追蹤，被用來評估載人太空飛行網路追蹤站和阿波羅軌道確認計畫。如果月球軌道者的姿態控制氣體不能順利的噴出，則最終可能危害到之後的阿波羅飛行現行導航或通訊。月球軌道計畫由美國國家航空暨太空總署的蘭利研究中心管理，總共花費的經費大約二億美金。

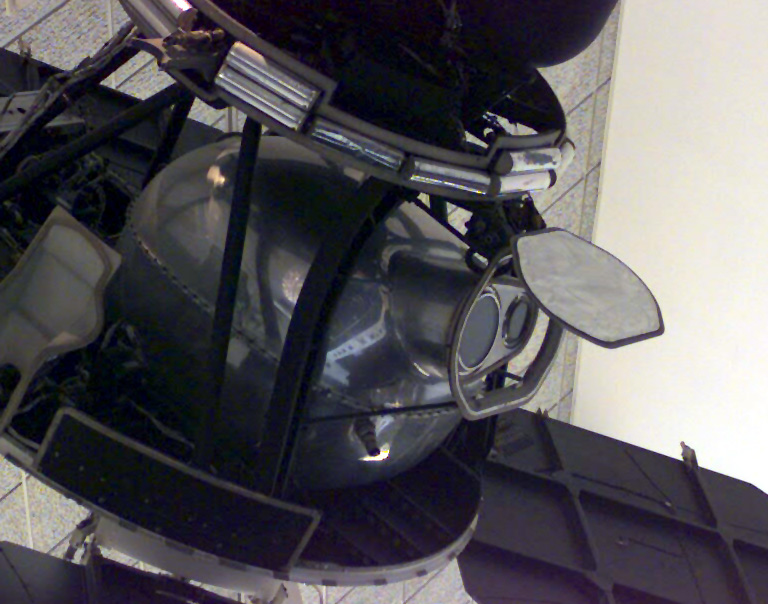
月球軌道器的攝影機 (NASA)

- 月球軌道器1號
  - 發射：1966年8月10日
  - 月球影像：1966年8月18日至29日
  - 任務：調查阿波羅登陸的地點
- 月球軌道器2號
  - 發射：1966年11月6日
  - 月球影像：1966年11月18日至25日
  - 任務：調查阿波羅登陸的地點
- 月球軌道器3號
  - 發射：1967年2月5日
  - 月球影像：1967年2月15日至23日
  - 任務：調查阿波羅登陸的地點
- 月球軌道器4號
  - 發射：19675月4日
  - 月球影像：1967年5月11日至26日
  - 任務：製做月球地圖
- 月球軌道器5號
  - 發射：1967年8月1日
  - 月球影像：1967年8月6日至18日
  - 任務：月球地圖和高解析度勘查

### 資料的效益
月球軌道器一系列的原始影像在太空船上經過掃描後，以類比資料傳送回地球，仍然以影片的形態被記錄在磁帶上。這些影片資料依照月球軌道器的架構以手工拼接合成。月球軌道器每次曝光的結果都有兩張影像：以焦長80毫米的鏡頭拍攝的中解析度影像，和以焦長660毫米拍攝的高解析度影像。由於是大尺寸的，高解析度的影片被分成3段，或是次結構。從創造的拼接圖片列印出大畫面（16 X 20英吋），並且製做了十餘份的副本橫越美國運送至美國國家航空暨太空總署成立的影像和資料圖書館：區域性行星資料機構 （页面存档备份，存于）。這些輸出的影像都有很高的解析度，並且涵蓋了大部分的月球表面，但是有一些地區因為欠缺資料或是重疊到，或是受到過飽和的影響，而形成百葉窗般的條紋，因而妨礙到正常的使用。但無論如何，在許多年中這些圖像是研究月球科學的基礎。因為它能獲得低到中等的太陽高度角，因此月球軌道器的拼接影像在研究月球地型和型態上特別有用。 
有些圖集和書籍已經刊登出了一些月球軌道器拍攝的影像，最完備的或許是 Bowker and Hughes （页面存档备份，存于）（1971）；它包含了675張圖片，幾乎涵蓋了全部的月球表面。部分出自這些的資料仍有高度價值，部分是因為這些圖集已經絕版，所以正在進行重製的任務，月球和行星研究所 （页面存档备份，存于） 要掃描月球軌道器資料列印出的大幅面影像。這些 數位化的月球軌道器月面圖影像 （页面存档备份，存于） 資料將可在線上查閱。

## 外部連結
- DESTINATION MOON: A history of the Lunar Orbiter Program (PDF) 1976, NASA TM X-3487 （页面存档备份，存于）
- DESTINATION MOON: A history of the Lunar Orbiter Program (HTML) （页面存档备份，存于）

Both links lead to a whole book on the program. For the HTML one, scroll down to see the table of contents link.
- Guide to Lunar Orbiter Photographs (PDF) 1970, NASA SP-242 （页面存档备份，存于）
- Lunar Orbiter Mission Profile by NASA's Solar System Exploration
- Astronautix on Lunar Orbiter （页面存档备份，存于）
- Exploring the Moon: Lunar Orbiter Program （页面存档备份，存于）
- Digital Lunar Orbiter Photographic Atlas of the Moon （页面存档备份，存于） Lunar and Planetary Institute
- Lunar Orbiter Photo Gallery （页面存档备份，存于） Over 2,600 high- and moderate-resolution photographs
- Lunar Orbiter Digitization Project （页面存档备份，存于）
- Lunar Orbiter Image Recovery Project (LOIRP) Overview（页面存档备份，存于）